# شويعرة منتصبة
الشويعرة المنتصبة (الاسم العلمي: Bromus erectus)، هي نوع من النباتات تتبع جنس الشويعرة فصيلة النجيلية.

## الوصف
يصل طولها إلى 120 سم، وهي مثل بقيّة الأنواع ذو كثافة شعرية. لُسين الشويعرة المنتصبة يبدو حاداً.

## الانتشار
تتواجد في التربة الجيرية في أوروبا وجنوب غرب آسيا، وشمال غرب أفريقيا، وأيضا في أمريكا الشمالية.